# 더 컨덕터
《더 컨덕터》(네덜란드어: De dirigent)는 2018년 공개된 네덜란드의 드라마 영화이다.

## 출연

### 주연
- 크리스탄 드 브루인 - 안토니아 브리코 역
- 벤자민 웨인라이트 - 프랭크 탐슨 역

### 조연
- 리처드 새멀 - 칼 먹 역
- 스캇 터너 스코필드 - 로빈 존스 역
- 안넷 말헤르베 - 안토니아의 엄마 역
- 레이몬드 티어리 - 안토니아의 아빠 역
- 수마스 F. 사전트 - 마크 골드스미트 역
- 기즈스 숄텐 반 애샤트 - 빌렘 멩겔베르크 역
- 시안 토마스 - 톰슨 부인 역

## 기타
- 수입 :  선익필름

## 수상
- 2019년 제15회 제천국제음악영화제 후보 시네 심포니: 장편 (마리아 피터스)
- 2019년 제42회 밀 밸리 영화제 후보 퀴어 영화 (마리아 피터스)